# Doppelganger (dezinformační kampaň)
Doppelganger je ruská dezinformační kampaň probíhající minimálně od května 2022. Zaměřuje se především na Ukrajinu, Německo, Francii a Spojené státy. Cílem je podkopat podporu Ukrajině proti ruské invazi.

## Cíle
Cílem je oslabit západní podporu Ukrajině šířením kremelské verze událostí. Tematicky se zaměřuje na čtyři okruhy (sdělení):
- Sankce proti Rusku jsou neúčinné
- Západ je rusofobní
- Ukrajinská armáda je primitivní a složená z neonacistů
- Ukrajinští uprchlíci jsou pro evropské země břemenem

Paralelním cílem je tvorba propagandistických článků, které jsou následně citovány a přebírány ruskými médii, aby tvořily alternativní realitu o válce na Ukrajině určenou pro ruské obyvatelstvo, kterou se ruská moc snaží udržovat.

## Historie
Ruská dezinformační kampaň využívající falešné kopie známých webových stránek působí přinejmenším od května 2022, v září 2022 ji odhalila nezávislá nezisková organizace EU DisinfoLab, která jí rovněž dala jméno Doppelganger.
V květnu 2024 společnost OpenAI odstranila účty, které využívaly umělou inteligenci k šíření ruské propagandy na sociálních sítích.

## Dezinformace
Doppelganger je založen na tvrobě falešných webových stránek, které napodobují vzhled existujících zpravodajských webů, jako jsou Bild, The Guardian, Ansa, 20minutes, RBC Ukraine, Der Spiegel, Le Parisien, Fox News nebo The Washington Post. V USA Doppelganger šířil články, které vyvolávají pochybnosti o způsobilosti armády nebo kritizují hnutí LGBTQ+, které bylo v Rusku postaveno mimo zákon.

### Ruská invaze na Ukrajinu
Falešné webové stránky společnosti Doppelganger zveřejňují lživé články, které kritizují ukrajinského prezidenta Volodymyra Zelenského, prezidenta USA Joea Bidena a ukrajinskou politiku Bílého domu.
Ve Francii byla v červnu 2023 odhalena Doppelganger kampaň zaměřená na několik francouzských deníků (např. Le Figaro, Le Parisien, Le Monde a 20 minutes a na ministerstvo zahraničních věcí. Byly vytvořeny napodobeniny webových stránek těchto médií, které propagovaly proruský obsah, včetně falešného článku Le Monde s názvem „Francouzský ministr podporuje vraždy ruských vojáků na Ukrajině“. Falešné webové stránky Ministerstva zahraničních věcí, zveřejnily oznámení o 1,5% dani z „každé peněžní transakce“ na financování vojenské podpory pro Ukrajinu.
Přestože operace Doppelganger byla odhalena, stále pokračuje. V srpnu 2023 bezpečnostní zpráva společnosti Meta uvedla, že se Doppelganger zaměřuje na USA. V létě 2023 ruské služby zkopírovaly weby Fox News, The Washington Post a web NATO.
Další dezinformační kampaň z listopadu 2023 zveřejnila na Facebooku reklamy s obrázky celebrit, jako je Taylor Swift, Beyoncé, Justin Bieber a další, vedle falešných proruských a protiukrajinských výroků.

### Válka mezi Izraelem a Hamásem
Prostřednictvím falešných webových stránek, které napodobují vzhled Fox News, Le Parisien a Der Spiegel byly podsouvány nepravdivé informace v souvislosti s válkou mezi Izraelem a Hamásem. Na začátku války se na falešných stránkách objevilo tvrzení, že podpora pro Ukrajinu byla přesměrována do Izraele a že Ukrajina ztratí veškerou vojenskou a finanční podporu ze Západu. Falešné články se objevily v ruštině, ukrajinštině, angličtině, francouzštině, němčině a hebrejštině a byly sdíleny na Twitteru prostřednictvím účtů ovládaných roboty. Jedna falešná zpráva v němčině se pokoušela spojit energetickou krizi v Evropě s válkou a deepfake video vytvořené AI ukazovalo vojáka IDF, jak zve Ukrajince, aby se připojili k izraelské armádě výměnou za finanční odměnu a občanství.
V listopadu 2023 Francie odsoudila aktivitu, na níž se podílela síť Doppelganger. Na konci října 2023 se na zdech v Paříži a jejích předměstích objevily přes šablonu nastříkané modré Davidovy hvězdy. Tento čin byl okamžitě odsouzen jako antisemitský, protože připomínal Davidovy hvězdy malované nacisty na židovských obchodech. Po několika dnech byl zatčen moldavský pár, který údajně pracoval na žádost Anatolije Prizenka, proruského moldavského obchodníka. 9. listopadu 2023 vydala Francie oficiální prohlášení odsuzující zapojení sítě Doppelganger. Účty připisované „s vysokou mírou jistoty“ síti Doppelganger, byly prvními, kdo zveřejnil online fotografie Davidových hvězd, a tím uměle podpořily jejich šíření na sociálních sítích. Francouzské ministerstvo zahraničí uvedlo, že to ukazuje, jak Rusko využívá „mezinárodních krizí“ k vytváření zmatku a podněcování napětí.